# Fossa (cognome)
Fossa è un cognome di lingua italiana.

## Varianti
Fossali, Fossani, Fossarelli, Fossarello, Fossati, Fossato, Fossi, Fosso.

## Origine e diffusione
Cognome tipicamente centro-settentrionale, è presente prevalentemente in Piemonte, Liguria e Lombardia.
Potrebbe derivare dal termine "fossa" e da altri termini collegati.
La variante Fossati copre il medesimo areale; Fosso è campano.

## Persone
- Amalia Rosa Maria Fossa (1847-1911) – cantante soprano italiana
- Davide Fossa (1902-1976) – politico italiano
- Francesco Fossa (1921-1992) – imprenditore e politico italiano